# Сутунг
 Тази статия е за персонажът от скандинавската митология.  За естествения спътник на Сатурн вижте Сутунг (спътник).  
Сутунг (Suttungr) е персонаж в скандинавската митология, великан от племето на йотуните, притежател на медовината на поезията.
Той е син на Гилинг, убит (заедно с майката на Сутунг) от джуджетата Фялар и Галар. Когато Сутунг иска да отмъсти за убийството на родителите си, джуджетата откупват живота си, давайки му меда на поезията, съхраняван в три делви. Сутунг изсича стая в самото сърце на планината Хнитбьорг, където поставя меда и оставя там дъщеря си Гунльод да го пази денонощно.
Когато Один научава за напитката, той решава да я отнеме. Под името Бьолверк (творец на зло), успява да спечели доверието на Бауги, брата на Сутунг, работейки при него като ратай цяло лято. Один убеждава Бауги да пробие отвор в планината, а самият той се превръща в червей и пропълзява вътре. Представя се пред дъщерята на Сутунг като красив младеж, успява да я приласкае и двамата прекарват заедно три дни. Накрая иска в отплата само три глътки от медовината, влюбената Гунльод му позволява и Один с по една глътка изпива и трите делви. Превръща се в орел и литва към Асгард; Сутунг разбрал какво става, също се превръща в орел и го подгонва, но Один успява да му избяга.